# حجة القراءات (كتاب)
كتاب حجة القراءات، علم القراءات علم مهم يعنى بالقراءات الواردة عن الرسول محمد صلى الله عليه وسلم في القرآن الكريم، وهي أوجه في قراءة بعض كلمات القرآن أو في طريقة الكتابة من روم أو إشمام، وتعدد القراءات لا يعني جعل كل منها قرآنًا يغير حكمًا أو يبدل مضمونًا، وليس تحصيل هذا العلم بالأمر السهل فيناله الطالب دونما جهد أو تعب.
وهذا الكتاب وضعه مؤلفه في القراءات والاحتجاج لها، وقد اتبع المؤلف في كلامه على القراءات الترتيب المعروف للسور من فاتحة الكتاب إلى خاتمته، إذ يذكر عنوان السورة ثم يشرع في الكلام على الآيات التي فيها أوجه للقراءات على ترتيبها في السورة، فينسب كل قراءة إلى قارئها من السبعة، ثم يذكر حجة كل واحد في قراءته، مورداً الحجج من القرآن والحديث والشعر والنثر وكلام أهل اللغة والنحو.
وليس المراد من الكتاب هو ذكر القراءات فقط، بل بيان أوجهها والاحتجاج لها.
ومؤلف الكتاب هو: وعبد الرحمن بن محمد، أبو زرعة ابن زنجلة، عالم بالقرءآت كان قاضيا مالكيا. قرأ علي أحمد بن فارس كتابه (الصاحبي) سنة 382هـ في المحمدية (بالري) وصنف كتبا منها (حجة القراءات) و (شرف القراء في الوقف والابتداء - مخطوط) جزآن في خزانة عاكف العاني ببغداد.
وله أن له "كتاب تفسير" نجد الإشارة إليه غير مرة في كتاب حجة القراءات"، وتوفي حوالي سنة 403هـ.

## عنوان الكتاب
حجة القراءات.

## التعريف بالمؤلف
هو عبد الرحمن بن محمد، أبو زرعة ابن زنجلة، عالم بالقرءآت كان قاضيا مالكيا. قرأ علي أحمد بن فارس كتابه (الصاحبي) سنة 382هـ في المحمدية (بالري) وصنف كتبا منها (حجة القراءات) و (شرف القراء في الوقف والابتداء - مخطوط) جزءان في خزانة عاكف العاني ببغداد.
وأن له "كتاب تفسير" نجد الإشارة إليه غير مرة في كتاب حجة القراءات"، وتوفي حوالي سنة 403هـ.

## نبذة عن الكتاب
اتبع المؤلف في كلامه على القراءات القرآنية الترتيب المعروف للسور من فاتحة الكتاب إلى خاتمته، إذ يذكر عنوان السورة ثم يشرع في الكلام على الآيات التي فيها أوجه للقراءات على ترتيبها في السورة، فينسب كل قراءة إلى قارئها من القراء السبعة، ثم يذكر حجة كل واحد في قراءته، مورداً الحجج من القرآن والحديث والشعر والنثر وكلام أهل اللغة والنحو.
وليس المراد من الكتاب هو ذكر القراءات فقط، بل بيان أوجهها والاحتجاج لها.

## علم القراءات
معنى القراءات، القراءات لغة: جمع قراءة، قال ابن الأثير: كل شيء جمعته فقد قرأته‌‌، وسمي القرآن قرآنًا لأنه جمع القصص والأمر والنهي والوعد والوعيد والآيات والسور بعضها إلى بعض.
وقال الرازي: قرأ الكتاب قراءة وقرآنًا بالضم، وقرأ الشيء قرآنا بالضم أيضًا جمعه وضمه، وقوله تعالى: {إِنَّ عَلَيْنَا جَمْعَهُ وَقُرْآنَهُ}[ القيامة: 17] أي قراءته، وفلان قرأ عليك السلام وأقرأك السلام بمعنى.
وأما تعريف القراءات اصطلاحًا: فقد عرفها جماعة من الأئمة، ومن أبرز التعريفات: أبي حيان الأندلسي: فقد عرفها بأنها: «علم يبحث فيه عن كيفية النطق بألفاظ القرآن» وتعريف بدر الدين الزركشي، قال: «القرآن هو الوحي المنزل على محمد للبيان والإعجاز، والقراءات هي اختلاف ألفاظ الوحي المذكور في كتبة الحروف أو كيفياتها من تخفيف وتثقيل وغيرها».

## منهجه في الكتاب
1. مشى على ترتيب سور القرآن الكريم.
2. يذكر أولا القراءة الواردة في الآية وينسبها إلى قارئها.
3. بعد إيراد القراءة ومن قرأ بها يبدأ في ذكر وجهها، ويبدأ بالقرآن ثم السنة.
4. في ذكر الحجج للقراءات يورد الشواهد الشعرية والنثر من كلام السابقين.
5. إذا ذكر حجة عن غيره نسبها إليه.[9]

## ميزات الكتاب
1. وفرة الشواهد الشعرية في الكتاب.
2. الوضوح والإيجاز في الكلام.
3. كثرة الحجج التي يذكرها، فإنه يذكر حجة حتى إذا انتهى منها يذكر حججا أخرى لنفس الآية.
4. إيراده لبعض القواعد التي يصوغها بنفسه بعد ذكر الحجج، منها مثلا حين ذكر قوله تعالى: {قَالَ تَزْرَعُونَ سَبْعَ سِنِينَ دَأَبًا} [يوسف: 47] قال: «قرأ حفص {سبع سنين دأبا} بفتح الهمزة وقرأ الباقون ساكنة الهمزة وهما لغتان مثل النهر والنهر والظعن والظعن وكل اسم كان ثانيه حرفا من حروف الحلق جاز حركته وإسكانه».[10]

## أهمية الموضوع
الكتاب فريد في بابه، فإنه ليس موضوعا مختصا بالقراءات كعادة الكتب، بل فيه معرفة وجه هذه القراءة، مما يساعد على فهم القرآن الكريم بمختلف القراءات السبعة.